# Schloss Cormatin

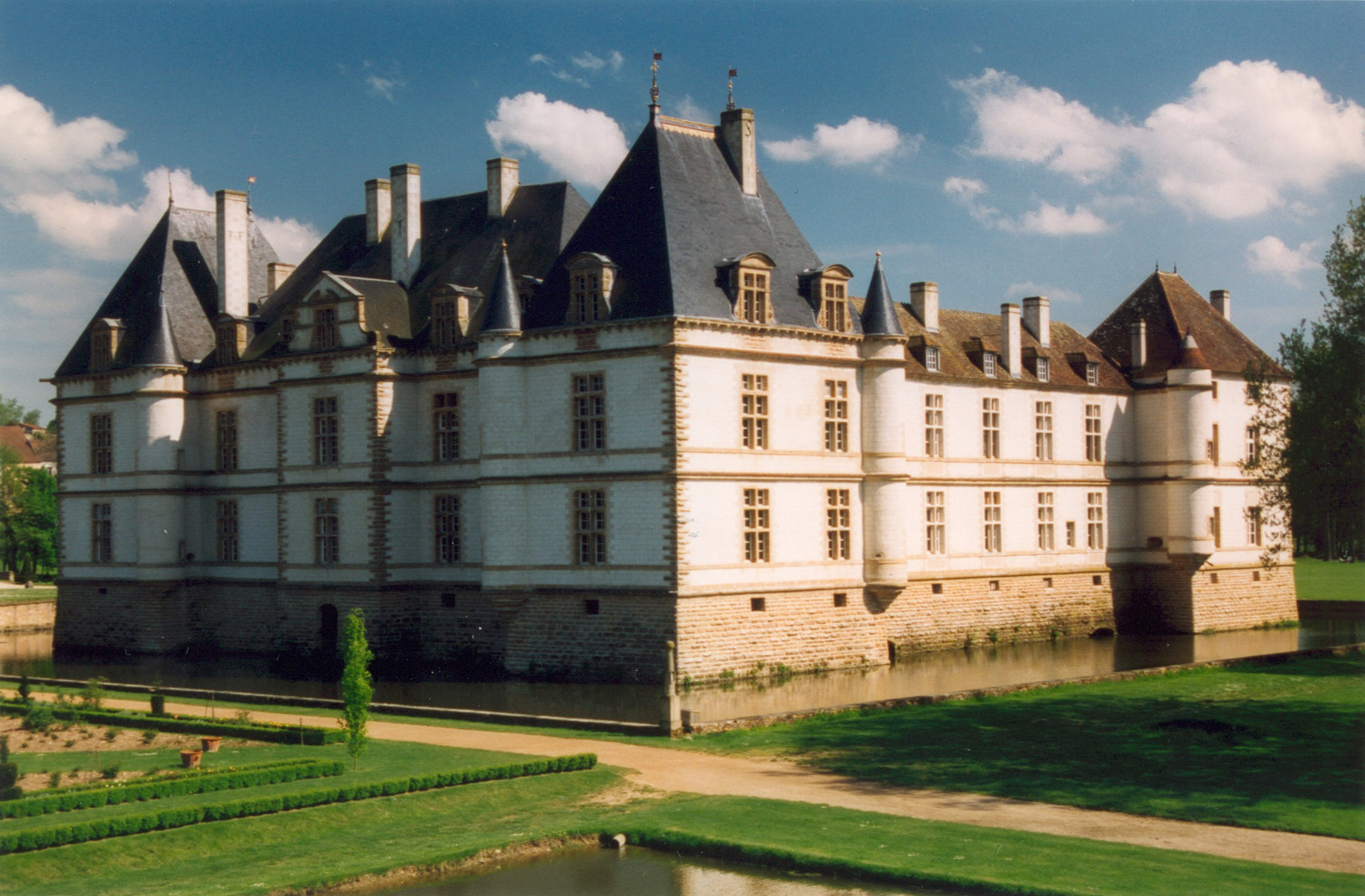
Ansicht des Schlosses Cormatin

Das Schloss Cormatin ist ein Schloss in der Gemeinde Cormatin im Département Saône-et-Loire der französischen Region Bourgogne-Franche-Comté. Es befindet sich auf einer Insel im Fluss Grosne.
Aus der Errichtungszeit im 17. Jahrhundert sind noch einige architektonischen Details erhalten. Das Schloss wurde bereits 1862 als Monument historique klassifiziert und damit unter Denkmalschutz gestellt. Es kann im Rahmen von Schlossführungen besichtigt werden und zählt jährlich rund 70.000 Besucher.

## Geschichte
Erbaut wurde Schloss Cormatin ab 1605 von Antoine du Blé d’Huxelles, einem Kleinadligen, der als Heerführer in den Hugenottenkriegen zu Reichtum gekommen und zum Militärgouverneur von Chalon-sur-Saône ernannt worden war. Das Schloss wurde im Stil der Renaissance auf den Fundamenten eines mittelalterlichen Vorgängerbaus aus dem 13. Jahrhundert errichtet, mit bestimmten militärarchitektonischen Besonderheiten, wie zum Beispiel Ecktürmen und Schießscharten, als Ausdruck der neuen Stellung des Erbauers. Antoines Sohn Jacques du Blé vollendete den Innenausbau im Jahr 1625.
Im Laufe seiner Geschichte empfing das Schloss schon mehrere hochgestellte Gäste: Staatsmänner wie Ludwig XIII., Richelieu oder François Mitterrand besuchten die Anlage und übernachteten dort.

## Architektur
Das Schlossgebäude besaß früher drei von Eckpavillons flankierte Wohntrakte, die einen Ehrenhof umrahmten. Nachdem jedoch der Südflügel 1815 einstürzte, wurde er nicht mehr aufgebaut, sodass sich Cormatin heute als eine Zweiflügelanlage präsentiert, die auf einer viereckigen Schlossinsel steht und von einem großen Wassergraben umgeben ist. Ihre Inneneinrichtung gilt als extrem selten und zeigt die Verbindung des Bauherrn zum französischen Königshof. Der Reichtum und Prunk des Ensembles spiegelt die französische Kunst der 1630er Jahre wider, die in Cormatin – im Gegensatz zu Paris – die Jahrhunderte unbeschadet überstanden hat.
Das teilweise verfallene Schloss wurde 1980 von drei Privatpersonen erworben und restauriert. Heute präsentiert es sich mit einem kleinen Nutz- und einem großen formalen Garten, mit einem Irrgarten sowie einer wiederhergestellten Innenausstattung.